# Волынец, Татьяна Николаевна
Волыне́ц Татья́на Никола́евна (белор. Валыне́ц Тацця́на Мікалаеўна, род. 1 мая 1955 г., Семёнов, Горьковская область, Россия) – языковед, доктор филологических наук (1999), профессор (2008), автор многочисленных научных работ по функциональной грамматике и лингвистике текста, школьных и вузовских учебников по русскому и белорусскому языкам.

## Биография
Татьяна Николаевна Волынец родилась 1 мая 1955 года в городе Семёнове, Горьковская (Нижегородская) область, Россия.  В 1971 г. окончила среднюю школу № 3 г. Лиды Гродненской области.
В 1971 г. поступила на филологический факультет Гродненского государственного педагогического института имени Я.Купалы, а в 1975 г. – в аспирантуру при Белорусском государственном университете, после окончания которой в 1978 г. защитила кандидатскую диссертацию на тему «Структура русской глагольной парадигмы» (научный руководитель - профессор П.П.Шуба).
На протяжении двух лет (1988-1990) работала за границей, преподавала русский язык в Институте работников транспорта в г. Дрездене (Германия).
После окончания докторантуры при БГУ в 1998 г. защитила докторскую диссертацию «Семантика и грамматика русского причастия в языковой системе».

## Научная деятельность
Исследует вопросы морфологии, словообразования, функциональной грамматики. Татьяна Николаевна – участник многочисленных международных научных конференций по различным  проблемам языкознания. Ее работы известны лингвистам Германии, Польши, Венгрии, Чехии, Словакии, Финляндии, России, Украины, Латвии, Литвы.
Со времени основания журнала «Пачаткование навучанне: сям'я, дзіцячы сад, школа» является его главным редактором, а также членом редколлегии журнала «Русский язык и литература».
С 2004 г. сотрудничает с Республиканским институтом контроля знаний (РИКЗ) сначала в качестве автора тестовых материалов, а с 2006 г. – в качестве приглашенного эксперта, за что неоднократно получала благодарности от руководства РИКЗ. Особое место в научно-методической работе Т.Н. Волынец занимают вопросы языкового образования в начальной и средней школе. При ее участии написаны учебные программы и школьные учебники по русскому и белорусского языкам.
На филологическом факультете БГУ Татьяна Николаевна читает лекционный курс по современному русскому языку, авторский курс по специализации «Лингвостилистический анализ текста», ведет практические занятия  по современному русскому языку, руководит спецсеминаром «Грамматическая стилистика текста», а также дипломными работами и магистерскими диссертациями. Она является одним из инициаторов и организаторов научных конференций «Русский язык: система и функционирование», которые регулярно проводятся на филологическом факультете БГУ. Научные работы, выполненные студентами под ее руководством, неоднократно получали дипломы и становились призерами Республиканского конкурса научных студенческих работ.
Своей научной и педагогической деятельностью профессор Т.Н.Волынец внесла и вносит большой вклад в лингвистическую науку и способствует повышению международного авторитета филологического факультета БГУ и белорусского языкознания в целом.

## Награды и премии
1. Грамота Министерства высшего и среднего специального образования БССР (1986)
2. Почетная грамота Министерства образования БССР (1991)
3. Почетная грамота Министерства образования Республики Беларусь (2003)
4. Почетная грамота ВАК Республики Беларусь (2009)
5. Почетные грамоты БГУ (1987, 2001, 2006)
6. Благодарностью ректора БГУ (2009)
7. Нагрудный знак Министерства образования Республики Беларусь «Отличник образования» (2005)[2]
8. В 2014 г. стала лауреатом премии им. В.И.Пичеты (в составе коллектива авторов учебно-методического комплекса по белорусскому языку для начальной школы)

## Основные публикации
1. Язык дружбы. - Мн.: Народная асвета, 1987;
2. О типах синтаксических конструкций, допускающих замену предикативных форм  глагола причастными // Русский язык. - Мн.: Университетское, 1990. - Вып. 10. - С. 101-116;
3. О некоторых особенностях функционирования причастных форм на уровне текста // Вестник БГУ. - Сер. IV. - 1992. - № 2. - С. 43-47;
4. Рускія дзеепрыметнікi i iх камунікатыўныя эквіваленты у беларускамоўных тэкстах // Веснік БДУ. - Сер. IV. - 1993. - № 3. - С. 50-57;
5. Глагол. Причастие. Деепричастие // Русский язык: Морфология. Учебник для школ с углубленным изучением русского языка / Под ред. Шубы П. П. - Мн., 1994. - С. 133-249;
6. О типах причастных форм, функционирующих на уровне  художественного текста // Кontakty jezykowe pogranicza rultur narodowych. Bialostocki Przeglad Kresowy. - Bialystok, 1994. - Т. 2. - С. 193-206;
7. Причастие в грамматической системе русского языка (опыт функционально-семантического и трансформационного анализа). Доклады VIII Конгресса МАПРЯЛ. - Мн., 1994;
8. Синтаксическая компрессия и синтаксическое развертывание текста при переводе русских причастий в белорусскоязычных текстах // Кontakty jezykowe pogranicza rultur narodowych. Bialostocki Przeglad Kresowy. - Bialystok, 1995. - Т. 3. - С. 253-263.;
9. О функционировании страдательных причастий настоящего времени в текстах различных стилистических систем // Styl a text. Materialy miedzynarodowej konferencji naukowej. - Opole, 1996. - С. 323-332;
10. Беларуская мова: Падручнік для школ з рускай мовай навучання. 2 класс. - Мн., 1996 (в соавторстве с Ратниковой И.Э., Ровдо И.С., Шубой П.П.);
11. Слоўнік да падручніка па беларускай мове: 2 класс. - Мн., 1996. (в соавторстве с Ратниковой И.Э., Ровдо И.С., Шубой П.П.);
12. Беларуская мова: Падручнік для школ з рускай мовай навучання. 3-й класс. - Мн., 1997 (в соавторстве с Ратниковой И.Э., Ровдо И.С., Шубой П.П.);
13. Грамматический феномен причастия. - Мн.: Изд-во БГУ, 1998; О функциональной асимметрии страдательных причастий // Русский язык и литература в школе. - 1998. - № 1. - С. 98-108;
14. Беларус i яго мова // Пачатковае навучанне: сямья, дзіцячы сад, школа. - 1998. - № 1. - С. 79-94;
15. Беларуская мова. Падручнік для 4-га класа школ з рускай мовай навучання. - Мн., 1998 (в соавторстве с Ратниковой И. Э., Ровдо И. С., Шубой П. П.); Словообразование // Современный русский язык. Словообразование. Морфонология. Морфология / Под ред. П. П. Шубы. - Мн.: Плопресс, 1998. - С. 5-117 (в соавторстве с И. А. Карабанем);
16. Семантика и грамматика русского причастия в тексте. - Доклады IX Конгресса МАПРЯЛ. - Минск, 1999;
17. Окказиональное слово как проводник по социальной реальности // Rossica Olomycensia XXVIII za rok 1999. - Olomoyc, 2000. - С. 221 - 229;
18. Русский язык. Учебник для 3-го класса школ с белорусским языком обучения. - Мн., 2000 (в соавторстве с Вильтовской Я. И., Ратниковой И. Э.); Русский язык. Экспериментальный учебник для 7-го класса школ с русским языком обучения. - Мн., 2000 (в соавторстве с Долбик Е.Е., Муриной Л.А., Литвинко Ф.М., Николаенко Г.И., Шубой П.П.);
19. Русский язык. Экспериментальный учебник для 7-го класса школ с белорусским языком обучения. - Мн., 2000 (в соавторстве с Долбик Е.Е., Муриной Л.А., Литвинко Ф.М., Николаенко Г.И., Шубой П.П.);
20. Причастие в идиостиле писателя // Стереотипность и творчество в тексте. - Пермь, 2001. - С. 302-320;
21. Об эволюции причастных форм в грамматической системе русского языка // Acta neophilologica III. - Olsztyn, 2001. - С. 109-117;
22. Русский язык. Культура устной и письменной речи. Учебник для 6-го класса школ с русским языком обучения. - Мн., 2003 (в соавторстве с Литвинко Ф.М., Муриной Л.А., Николаенко Г.И.);
23. Русский язык. Культура устной и письменной речи. Учебник для 6-го класса школ с белорусским языком обучения. - Мн., 2003 (в соавторстве с Литвинко Ф.М., Муриной Л.А., Николаенко Г.И.);
24. Поэзия грамматики // Информационный Вестник Форума русистов Украины. Выпуск 7. - Симферополь, 2003. - С. 67-78;
25. Категория безличности в поэтическом дискурсе // Объект исследования - безличность. Сборник научных статей. - Архангельск, 2004. - С. 77-88.
26. Русский язык. Пособие для подготовки к централизованному тестированию. – Мн.: Юнипресс, 2005. (В соавторстве с Е.Е.Долбик, И.С. Ровдо, С. В. Махонем и др.).
27. Поэтика слов категории состояния// Вопросы функциональной грамматики. Сборник научных трудов. Выпуск пятый. – Гродно, 2005. – С. 211 – 226.
28. Поэтика категории безличности // Информационный Вестник Форума русистов Украины. Выпуск 9. – Симферополь, 2005. – С. 116 – 127.
29. Грамматические проблемы художественного перевода // Studia Rossicaposnaniensia/ Zeszyt XXXII. – Poznan 2005. – С.109 – 116.
30. Современный русский язык: хрестоматия. В 3-х частях. Ч.2. Словообразование. Морфология. – Мн.: БГУ, 2005. – 242 с (в соавторстве с И.С. Ровдо, В.Л. Леонович).
31. Русский язык: тренировочные и контрольные тесты: варианты заданий, комментарии к ним и ключи. – Минск: Аверсэв, 2006. – 379 с. (в соавторстве с Долбик Е.Е., Литвинко Ф.М., Ратниковой И.Э.).
32. Русский язык в школах Беларуси: современное состояние, проблемы и перспективы развития (образовательно-педагогический аспект) // Некоторые вопросы развития образования в Республике Беларусь. Сборник аналитических материалов. – Москва, 2006. – С. 152 – 173 (в соавторстве с Долбик Е.Е., Ровдо И.С., Савко И.Э.).
33. Контрольные тесты по русскому языку: 10-11 (11 – 12) кл.: пособие для учащихся ст. кл. учреждений, обеспечивающих получение общ. среднего  образования. – Минск: Сэр-Вит, 2007. – 272 с. (в соавторстве с Долбик Е.Е., Леонович В.Л., Ровдо И.С.)
34. Русский язык. Подготовка к тестированию. Минск: ООО “Новое знание”, 2007. – 603 с. (в соавторстве с И.Э. Ратниковой и Е.А. Тихомировой).
35. Категория запрета и специфика её языкового выражения в русской поэзии XX века//Мир русского слова и русское слово в мире. Материалы XIКонгресса Международной ассоциации преподавателей русского языка и литературы. Варна, 17-23 сентября 2007 г. – HerronPress, Sofia. – 2007. – С. 328 – 334.
36. Производное слово в художественном мире поэта // WyrazIzdanie. 6. – Wrozlaw, 2008. – С.533 – 539.
37. Этностереотипы и их отражение в языковом сознании белорусов // Русский язык: система и функционирование. Сборник материалов IVМеждународной конференции. В 2-х частях. Ч.1. Минск, 2009. – С. 16 – 24.
38. О языковых приёмах смягчения конфликтных зон в ситуации запрета // Русский язык и литература в образовательной системе Армении: Проблемы и перспективы. – Ереван-Москва, 2009. – С.75 – 82.
39. Русский язык. Правила. Упражнения. Тесты. В 2-х частях. Ч.1. Минск: “Сэр-Вит”, 2010 – 252 с. (в соавторстве с Печенёвой Т.А.).
40. Русский язык. Правила. Упражнения. Тесты. В 2-х частях. Ч.2. Минск: “Сэр-Вит”, 2010 – 343 с. (в соавторстве с Печенёвой Т.А.).
41. “Сквозь магический кристалл…”. – “Филолог” (Мн.: Национальный институт образования).  -- 2010. -- № 1. – С. 33 – 50.
42. Русский язык. Культура устной и письменной речи. Учебник для 7-го класса школ с русским языком обучения. – Минск.: НИО,  2010. – 255 с. (В соавторстве с Литвинко Ф.М., Муриной Л.А., Николаенко Г.И., Долбик Е.Е.).
43. Современный русский язык: тематический контроль. Словообразование. Морфология: учеб.-метод. пособие. – Минск: БГУ, 2010. – 119 с. (В соавторстве с В.Л. Леонович и И.С. Ровдо).
44. Проблемы качества языкового образования в Беларуси // Вопросы качества образования в Беларуси, России, Украине: сб.научн.тр. – Могилёв: УО «МГУ им.А.А. Кулешова, 2010. – С. 84 - 100  (в соавторстве с И.Э. Савко).
45. О грамматическом своеобразии текстов русских эпиграмм // StudiaRossicaPosnaniensia. ZeszytXXXV. – Poznan2010. – С. 299 – 306.
46. К вопросу о национальном варианте русского языка в Беларуси // Русистика и современность. 13-я Международная научная конференция. Сборник научных статей. Рига, 2011. – С. 90 – 94.
47. Художественная трансформация и актуализация имён прилагательных в тексте // PolilogStudiaNeofilologiczne. -- №1. – Slupsk, 2011. – S. 161 – 173.
48. О грамматическом статусе причастий в русском языке (диахронический и синхронный аспекты) // Веснік БДУ, сер. IV.  -- №2. – 2011. – С.66-71.
49. Семантика запрета и её отражение в языках возможных миров //PolilogStudiaNeofilologiczne. -- №2. – Slupsk, 2012. – S. 383 – 395.
50. Информативность наречных лексем в поэтическом тексте // Powrocić doRossjiwierszamiIprozą. Literaturaroszijskiejemigracji(Вернуться в Россию стихами и прозой.Литература русского зарубежья) / Под ред. Г. Нефагиной. Издательство Поморской Академии в Слупске. Slupsk, 2012. – S. 437– 445.
51. Русский язык: учебник для 4-го класса школ с белорусским языком обучения. Ч.I. – Минск: НИО, 2013. – 118 с. (в соавторстве с Антиповой М.Б., Ратниковой И.Э.).
52. Русский язык: учебник для 4-го класса школ с белорусским языком обучения. Ч.II. – Минск: НИО, 2013. – 118 с. (в соавторстве с Антиповой М.Б., Ратниковой И.Э.).
53. О системных и коммуникативных характеристиках русских деепричастий (от «Российской грамматики» М.В. Ломоносова к современной грамматической теории) // М.В. Ломоносов в истории науки, культуры, университетского образования. Материалы Международной научной конференции (Гродно, 15-16 декабря 2011 г.). – Гродно: ГрГу, 2013. – С.58 – 66.
54. Беларуская мова: падручнік для 4 кл. устаноў, якія забяспечваюць атрыманне агул. сярэд. адукацыі, з рускай мовай навучання. Ч. I. – Мінск: НІА, 2013. – 136 с.  (в соавторстве с Ровдо И.С., Ратниковой И.Э., Шубой П.П.).
55. Беларуская мова: падручнік для 4 кл. устаноў, якія забяспечваюць атрыманне агул. сярэд. адукацыі, з рускай мовай навучання. Ч. II. – Мінск: НІА, 2013. – 136 с.  (в соавторстве с Ровдо И.С., Ратниковой И.Э., Шубой П.П.).
56. Современный русский язык. Морфология. Уч. пособие (гриф Министерства образования РБ). – Минск: РИВШ, 2013. – 335 с.
57. Современный русский язык. Практикум: уч.пособие / Т.Н. Волынец и др.. – Минск: Изд-во Гревцова, 2014. – 367 с.